# Belonogaster filiventris
Belonogaster filiventris är en getingart som först beskrevs av Henri Saussure 1854.  Belonogaster filiventris ingår i släktet Belonogaster och familjen getingar. Inga underarter finns listade.